# Candida populi
Candida populi är en svampart som beskrevs av Hagler, Mend.-Hagler & Phaff 1989. Candida populi ingår i släktet Candida, ordningen Saccharomycetales, klassen Saccharomycetes, divisionen sporsäcksvampar och riket svampar.   Inga underarter finns listade i Catalogue of Life.